# آنسل
آنسل (انگلیسی: Ansell) شرکت تولید صنعتی استرالیایی است، که در سال ۱۹۲۹ تأسیس شد.